# من دیه‌گو مارادونا هستم
من دیه‌گو مارادونا هستم فیلمی به کارگردانی و نویسندگی بهرام توکلی و تهیه‌کنندگی جواد نوروزبیگی ساخته سال ۱۳۹۳ است.
بهار ۱۳۹۴ در سینماها به نمایش درآمد و در پاییز ۱۳۹۴ در شبکه نمایش خانگی توزیع شد. فیلم من دیگو مارادونا هستم نامزد ۱۱ جایزه از جشنواره فیلم فجر شد و برنده ۲ سیمرغ بلورین بهترین بازیگر نقش مکمل مرد (هومن سیدی) و بهترین صدا برداری (محمود سماک باشی) از آن خود کرد . همچنین جواد نوروزبیگی توانست سیمرغ بلورین جایزه ویژه هیئت داوران را برای تهیه‌کنندگی سه فیلم بهمن، اعترافات ذهن خطرناک من و من دیگو مارادونا هستم را دریافت کند.

## خلاصه داستان
این فیلم داستان یک اختلاف خانوادگی میان دو خواهر یکی از طبقه بالای شهر و دیگری از پایین شهر است. مهشید، دختر خالهٔ متعلق به پایین‌شهر، از بابک، پسرخاله متمول خود که ساکن آلمان است، درخواست ازدواج می‌کند و بابک نیز می‌پذیرد. حال که بابک به ایران برگشته، اختلاف نظر در خصوص ادامهٔ ازدواج این دو نفر، موجب مشاجره و منازعه بین خانوادهٔ این دو خواهر می‌شود که در نهایت منجر به ...

## بازیگران
- سعید آقاخانی در نقش فرهاد
- گلاب آدینه در دو نقش آذر مادر فرهاد و آزاده خاله فرهاد
- جمشید هاشم‌پور در نقش حمید
- ویشکا آسایش در نقش فرزانه، خواهر فرهاد
- سارا بهرامی در نقش رؤیا، خواهر فرهاد
- هومن سیدی در نقش بابک، برادر فرهاد، نامزد مهشید
- سهی‌بانو ذوالقدر در نقش مهسا، همسر فرهاد
- علیرضا استادی در نقش حامد، پسرخاله فرهاد
- پانته‌آ پناهی‌ها در نقش لیلی، دخترخاله فرهاد
- بابک حمیدیان در نقش پیمان، پسرخاله فرهاد
- مهسا علافر در نقش مهشید، دخترخاله فرهاد و نامزد بابک
- صابر ابر در نقش نویسنده

## جوایز

### سی و سومین جشنواره فیلم فجر
| قسمت                       | نامزد           | نتیجه        | جایزه        |
| -------------------------- | --------------- | ------------ | ------------ |
| بهترین فیلم                | جواد نوروزبیگی  | نامزدشده     | سیمرغ بلورین |
| بهترین کارگردانی           | بهرام توکلی     | دیپلم افتخار | دیپلم افتخار |
| بهترین بازیگر نقش اول زن   | گلاب آدینه      | نامزدشده     | سیمرغ بلورین |
| بهترین بازیگر نقش مکمل مرد | هومن سیدی       | برنده        | سیمرغ بلورین |
| بهترین بازیگر نقش مکمل زن  | پانته‌آ پناهی‌ها  | نامزدشده     | سیمرغ بلورین |
| بهترین فیلمنامه            | بهرام توکلی     | نامزدشده     | سیمرغ بلورین |
| بهترین تدوین               | بهرام دهقانی    | نامزدشده     | سیمرغ بلورین |
| بهترین چهره‌پردازی          | محسن دارسنج     | نامزدشده     | سیمرغ بلورین |
| بهترین طراحی صحنه و لباس   | کیوان مقدم      | نامزدشده     | سیمرغ بلورین |
| بهترین صدا (صدابرداری)     | محمود سماک باشی | برنده        | سیمرغ بلورین |
| بهترین صدا (صداگذاری)      | علیرضا علویان   | نامزدشده     | سیمرغ بلورین |
| جایزه ویژه هیئت داوران     | بهرام توکلی     | برنده        | سیمرغ بلورین |

سیمرغ بلورین جایزه ویژه هیئت داوران به جواد نوروزبیگی برای تهیه‌کنندگی سه فیلم بهمن، اعترافات ذهن خطرناک من و من دیه گو مارادونا هستم رسید.

### شانزدهمین دوره جشن حافظ
| قسمت                    | نامزد        | نتیجه    |
| ----------------------- | ------------ | -------- |
| بهترین بازیگر مرد سینما | سعید آقاخانی | نامزدشده |